# Sikenica (district de Levice)
Sikenica (hongrois : Peszektergenye) est un village de Slovaquie situé dans la région de Nitra.

## Histoire
Première mention écrite du village en 1075.

## Démographie

### Évolution de la population
| Année:               | 1994. | 2004.   | 2014.   | 2024.   |
| -------------------- | ----- | ------- | ------- | ------- |
| Nombre de personnes: | 653   | 643     | 641     | 602     |
| Différence:          |       | -1,53 % | -0,31 % | -6,08 % |

| Année:               | 2023. | 2024.   |
| -------------------- | ----- | ------- |
| Nombre de personnes: | 624   | 602     |
| Différence:          |       | -3,52 % |